# Mr. Know It All
Mr. Know It All is een single van de Amerikaanse zangeres Kelly Clarkson. Het is de eerste single van haar vijfde studioalbum Stronger.

## Thema
"Mr. Know It All" gaat over Clarkson en haar relatie met de pers, zoals ze in vele interviews liet weten. Mensen denken altijd dat ze alles over haar weten, terwijl ze in feite helemaal niets over haar weten. You don't know a thing about me....

## Videoclip
In de videoclip, gefilmd door Justin Francis, staat Clarkson al zingend voor een muur vol met krantenartikelen over haar verleden, gewicht en geaardheid.
In andere delen van de clip bekijkt Clarkson een website over haar gelekte single en is een gedeelte van de videoclip van "I Do Not Hook Up" te zien, waarin ze op een bar danst en eraf valt.
Naar het einde van de clip haalt ze een aantal artikelen weg en komt erachter de artikelen een weg zichtbaar. Vervolgens stapt ze door de 'muur' heen en loopt ze weg met haar koffer. Ze slaat in feite een nieuwe weg in.

## Hitlijsten
In Australië en Zuid-Korea behaalde de single al snel de toppositie, waarbij het in Australië pas haar eerste nummer 1-hit is. In de Verenigde Staten kwam het binnen op nummer 18, waarna het alweer snel zakte. Bijna twee maanden later behaalde het nummer de top 10, op nummer 10. "Mr. Know It All" werd daarmee haar negende top 10-hit in de VS.

## Hitnoteringen

### Tipparade
In Nederland heeft "Mr. Know It All" nooit de Top 40 behaald. Het nummer heeft een groot aantal weken in de Tipparade doorgebracht, waar het op nummer 9 piekte.

### NederlandseSingle Top 100
"Mr. Know It All" piekte in de Single Top 100 op plaats 90.

## Release
De single werd op 30 augustus 2011, na een live webcast van Kelly Clarkson, beschikbaar gemaakt voor Amerikaanse radio stations. Een week later, op 5 september was "Mr. Know It All" in grote delen van de wereld te downloaden op iTunes.